# Nicomedes García
Nicomedes García Gómez (Valverde del Majano, 8 de enero de 1901 - 19 de abril de 1989) fue un industrial segoviano, fundador de las marcas Anís La Castellana y Whisky DYC Vermu Garciani, la empresa de autobuses Auto Res, la naviera Nicomedes García, la agencia de publicidad Azor (famosa por su diseño del Toro de Osborne) y el Banco General del Comercio y de la Industria que vendió a Rumasa en 1977. En 1972 recibió la Medalla de Oro al Mérito en el Trabajo.
Hay una fundación que lleva su nombre, la Fundación Nicomedes García, que concede premios en distintas áreas. Actualmente su recuerdo perdura en la fundación que lleva su nombre así como en el polígono industrial que promovió en su pueblo natal.